# Афонсо де Албукерк
Афонсо де Албукерк (порт. Afonso de Albuquerque; 1453—Гоа, 16. децембар 1515) је био португалски племић и поморски официр, који је освојио територије у Индијском океану и основао Португалско колонијално царство. Освојио је Ормуз, Малаку и Гоу, која је постала центар португалске Индије. Сматра се војним генијем због успешне стратегије. Краљ Португалије Мануел I од Португалије именовао га је војводом од Гое. Покушао је да освоји све поморске пролазе према Индијском океану и да од њега створи португалско море.

## Детињство и младост
Рођен је 1453. у Аљандри, крај Лисабона у Португалу. Једно време је био познат као „Велики“, „Цезар Истока“, „португалски Марс“. Његов отац је био на значајном положају на краљевском двору, поред тога, Афонсо је био повезан са краљевском породицом преко незаконите линије. На двору Алфонса V од Португалије образовао се у математици и класичном латинском. По смрти Алфонса V од Португалије изгледа да је једно време служио у Арзили у Мароку. Кад се вратио био је на значајном положају код Жоао II.

## Експедиције на исток

### Прва експедиција
На прву експедицију је кренуо 1503. са рођаком Франсиском. Пловили су око Рта добре наде до Индије. Успели су да осигурају власт краља Кочина, па су за верну службу добили право да граде португалску тврђаву у Кочину и тако су поставили темеље царства на истоку.

### У Персијском заливу и Малабарима 1504—1508.
Када се вратио кући срдачно га је дочекао краљ Португалије Мануел I и дао му заповедништво над ескадром од 5 бродова у флоти од 16 бродова, који су 1506. пловили за Индију под командом Тристао да Куње. Након успешних напада на арапске градове на источној обали Африке раздвојио се од Тристаа и отпловио на острво Ормуз у Персијском заливу, који је тада био главни центар трговине на истоку. Стигао је 25. септембра 1507. и добио право поседовања острва, али није могао ту дуго да одржава своју позицију. Изградио је потругалски замак на острву Ормуз.
Његова ескадрила се повећала за још три брода и тако је дошао до Малабарске обале при крају 1508. и одмах је ставио до знања да му је краљ дао овлаштења о смени дотадашњег гувернера Франсиска да Алмеиде. Алмеида није хтео да прихвати своју смену, него је Афонса стрпао у затвор. Пуштен је из затвора тек након три месеца када је стигао велики маршал Португалије са великом флотом новембра 1509. Алмеида се морао вратити у Португал. Постао је други вицекраљ Индије и на том положају је остао до смрти.

### Акиције у Гои и малаки 1510—1511.
Албукерк је настојао да доминира муслиманским светом и да контролише мрежу трговине зачинима. Након неуспелог напада на Каликут (Кожикоде) 1510, заузели су Гоу. Афонсо није могао да задржи Гоу у португалским рукама, па је морао да напусти град у августу. Вратио се са појачањима у новембру 1510. и тада је Гоа постала португалски посед. У априлу 1511. кренули су од Гое на Малаку са 1200 људи и 17 или 18 бродова. Након тешких борби у јулу, заузео је Малаку 24. августа 1511. На Малаци је остао до новембра да би добро припремио одбрану од малајског контранапада. Наредио је да се побију сви Муслимани. Мислио је да може присилити Муслимане или Хиндусе да се покрсте. Наредио је португалским бродовима да плове источно и траже Острва зачина тј Молучка острва.

### Различити походи 1512—1515.
Кренуо је за Малабарску обали. Током јаке олује Албукерков брод Флор де Мал, који је носио благо опљачкано у освајањима, потонуо је, а Афонсо се једва спасао. Када се у септембру вратио у Гоу, тамо је избила једна озбиљна побуна, коју је угушио и предузео такве мере да је Гоа постала пример мира и сигурности. Из Португалије је добио наређење да оде у Црвено море и осигура линију комуникација само за Португал. Опседао је Аден 1513, али био је одбијен и његово путовање у Црвено море није дало никакве резултате. Поново је напао Ормуз 1515. Острво се предало и отада до 1622. је било у португалском поседу. Намеравао је и да украде тело пророка Мухамеда и да га држи као уцену све док муслимани не напусте Свету земљу.

## Политички пад и последње године
Непријатељи које је имао на португалском двору, окренули су краља Португалије Мануела против Афонса. Када се враћао из Ормуза дочекао га је брод са извештајем да више није главни у Индији, него да сад командује његов главни непријатељ Лопо Соарес де Албергарија. Било је то превише за њега па је преминуо на мору 16. децембра 1515.
Пре смрти је написао писмо краљу уверавајући га у своје исправно понашање. Краљ Португалије се касније уверио да је Афонсо био у праву, па је дао све могуће почасти његовом сину. Син му је 1576. сакупио и одштампао књигу Коментари великог Афонса де Албукерка.